# NGC 3504
NGC 3504 este o galaxie LINER situată în constelația Leul Mic. A fost descoperită în 11 aprilie 1785 de către William Herschel. Se află la o distanță de 26,1 de megaparseci de Pământ.